# Julia Sinning
Julia Sinning (sinh ngày 18 tháng 10 năm 1996) là một nữ diễn viên, người mẫu và cô đã đăng quang cuộc thi Hoa hậu Hoàn vũ Hà Lan 2021.

## Tiểu sử
Sinning sinh ngày 18 tháng 10 năm 1996 và lớn lên ở Amstelveen nhưng sau đó chuyển đến Amsterdam. Cô mang hai dòng máu Hà Lan và Indonesia. Sinning theo học tại trường Cao đẳng Amstelveen ở Amstelveen, đồng thời cũng đã tham dự và hoàn thành khóa học giao tiếp HBO tại trường Hogeschool van Amsterdam.
Cô làm việc tại Buck Agency và theo học tại học viện diễn viên điện ảnh Amsterdam (faaam) ở Amsterdam. Cô cũng đã có một vai diễn trong BNN's Guilty or Not.

## Các cuộc thi sắc đẹp

### Hoa hậu Hà Lan 2021
Sinning đã tham gia cuộc thi của mình khi cô thi đấu và đại diện cho Bắc Hà Lan tại Hoa hậu Hà Lan 2021 và cô là người chiến thắng.
Kết thúc sự kiện, Sinning được Hoa hậu Hà Lan 2020 - Denise Speelman trao vương miện.

### Hoa hậu Hoàn vũ 2021
Với tư cách là Hoa hậu Hà Lan 2021, Sinning sẽ đại diện cho đất nước của mình tại cuộc thi Hoa hậu Hoàn vũ 2021 ở Eilat, Israel.